# Hřbitov v Hřensku
Zaniklý hřbitov v Hřensku na Děčínsku se nacházel jižně od řeky mezi skalami při cestě na Janov.

## Historie
Hřbitov byl založen roku 1874 při staré cestě zvané Streckweg, kterou obyvatelé chodili do kostelů v sousedních obcích. Před jeho založením byli lidé z Hřenska pohřbíváni v Arnolticích nebo v Růžové.
Na hřbitově se dochovala novogotická hrobka - Claryho kaple, která patřila významnému hřenskému obchodníku s dřívím Clarovi. Středně velká kamenná hrobka má novou střechu, ve stropě malé díry, je bez oken a dveří, místo kterých je poškozená mříž. Pohřben je v ní Ignaz Clar.